# مدرس (اورگن)
مدرس (به انگلیسی: Madras) شهری در شهرستان یمهیل ایالت اورگن است و در سرشماری سال ۲۰۱۱ میلادی، ۶٬۲۲۵ نفر جمعیت داشته که نسبت به سال ۲۰۱۰، ۲٫۹۴ درصد رشد جمعیت داشته‌است.

## موقعیت جغرافیایی
موقعیت جغرافیایی شهرها و مناطق اطراف به شرح زیر است: